# Le Paradis
Le Paradis je belgicko-francouzský hraný film z roku 2023, který režíroval Zeno Graton. Snímek měl světovou premiéru na mezinárodním filmovém festivalu v Berlíně dne 19. února 2023.

## Děj
Joe má 17 let a je umístěn ve výchovném centru pro mladistvé delikventy. Pomalu se připravuje na propuštění a samostatný život. Když do zařízení přijde William, jeho dosavadní život se radikálně změní.

## Obsazení
| Khalil Gharbia       | Joe     |
| Julien de Saint-Jean | William |
| Eye Haïdara          | Sophie  |
| Jonathan Couzinié    | Ilyas   |
| Samuel Di Napoli     | César   |
| Matéo Bastien        | Tom     |
| Nlandu Lubansu       | Yanis   |
| Amine Hamidou        | Fahd    |
| Terry Ngoga          | Tiago   |

## Ocenění
- Lovers Film Festival v Turíně: Cena za nejlepší hraný film
- Festival frankofonních filmů v La Ciotat: Cena diváků za nejlepší celovečerní film
- Berlinale: nominace na Teddy Award, nominace na cenu GWFF za nejlepší  filmový debut
- César: nominace v kategorii nejslibnější herec (Khalil Gharbia a Julien De Saint Jean)